# Mutterschaft Mariens (Wolfsburg)

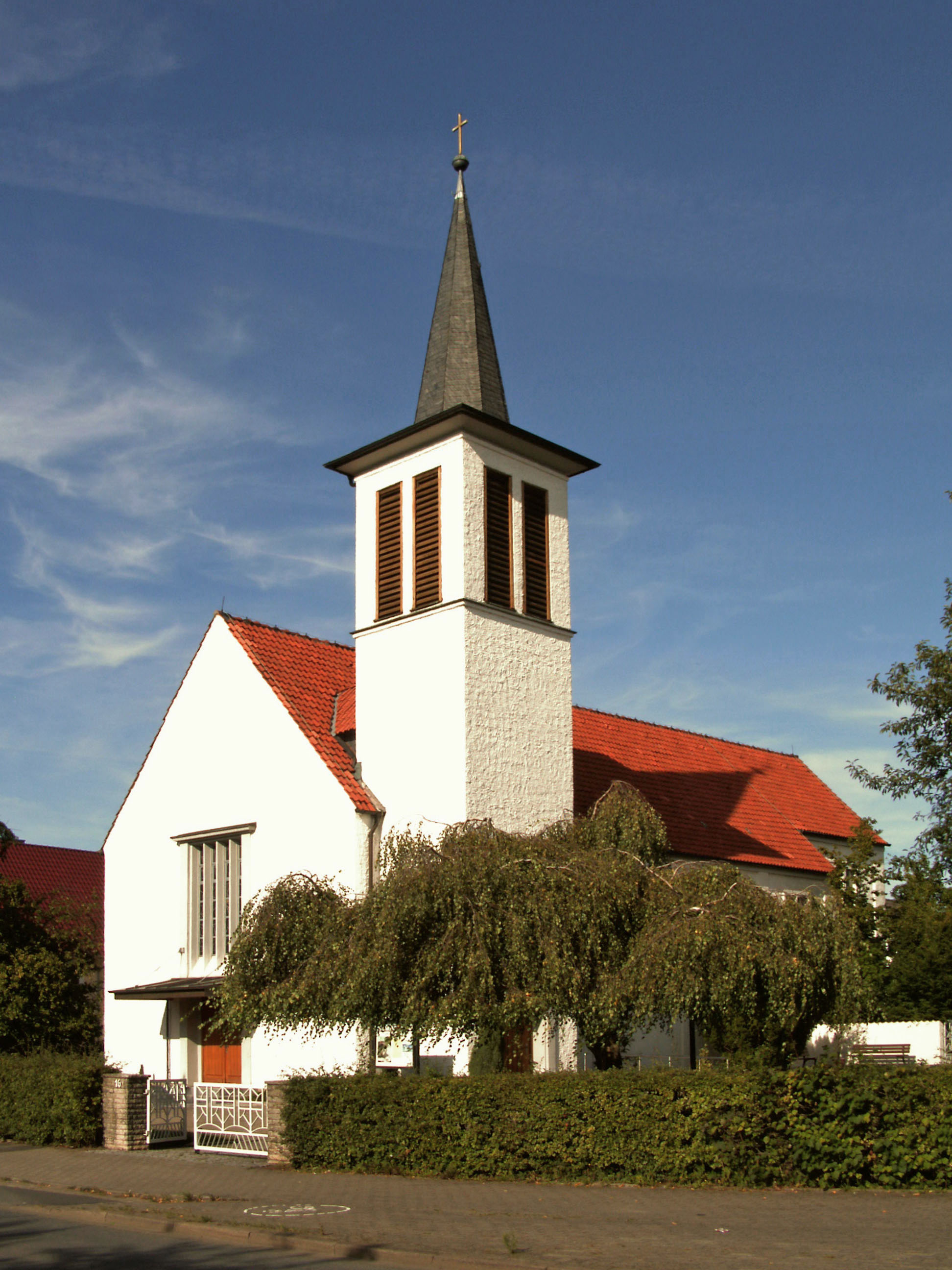
Pfarrkirche Mutterschaft Mariens

Mutterschaft Mariens, umgangssprachlich auch kurz St. Marien genannt, ist die katholische Kirche in Fallersleben, einem Stadtteil von Wolfsburg im Osten von Niedersachsen. Die Pfarrkirche befindet sich in der Herzogin-Clara-Straße 16 (früher Braunschweiger Straße) und ist nach dem ehemaligen Gedenktag Mutterschaft Mariens benannt; ihre Pfarrgemeinde gehört zum Dekanat Wolfsburg-Helmstedt im Bistum Hildesheim.

## Geschichte
Am 5. Oktober 942 wurde in einer Urkunde König Ottos I. erstmals die Ortschaft Fallersleben und deren Kirche St. Michael erwähnt, die damals aus der Archidiakonatsgemeinde St. Stephani in Meine hervorgegangen war.
Im Fürstentum Lüneburg, zu dem Fallersleben damals gehörte, führte Ernst I., Herzog zu Braunschweig-Lüneburg, im 16. Jahrhundert die Reformation ein. Dadurch wurden die Bevölkerung und die Kirche von Fallersleben evangelisch-lutherisch.
Vom 3. Oktober 1912 an fanden bis 1922 wieder katholische Gottesdienste in Fallersleben statt, im Hotel Freese, dem heutigen Hotel Hoffmannhaus. Bis 1918 wurden sie vom Pfarrvikar der Herz-Jesu-Kirche in Oebisfelde geleitet, danach von dem für Gifhorn zuständigen Priester.
1929 wurde auf dem Glockenberg in Fallersleben die katholische Kapelle St. Michael in Form einer Holzbaracke mit Wellblechdach erbaut, sie war zunächst eine Filialkirche der St.-Bernward-Kirche in Gifhorn. Am 28. Juli 1929 erfolgte ihre Benediktion durch Bischof Nikolaus Bares. Die Kapelle war das erste katholische Gotteshaus im heutigen Wolfsburger Stadtgebiet nach der Reformation. Bis 1940 wurde sie vom Pfarrer aus Gifhorn betreut, danach bis 1945 vom Pastor der Stadt des KdF-Wagens (heute Wolfsburg). Ab 1940 gehörte Fallersleben zur Kuratie Stadt des KdF-Wagens, 1945 wurde die Pfarrvikarie Fallersleben errichtet. Die Kapelle wurde nach dem Bau der Kirche 1954 abgerissen, an ihrer Stelle befindet sich heute der Eingangsbereich zum Gemeindehaus.
Nachdem im Zuge der Flucht und Vertreibung Deutscher aus Mittel- und Osteuropa 1945–1950 in Fallersleben und den umliegenden Dörfern die Zahl der Katholiken stark angestiegen war, erwies sich die Kapelle als zu klein. Daher wurde neben der Kapelle 1953/54 die heutige Kirche erbaut. Am 30. August 1953 erfolgte der erste Spatenstich durch Pastor Josef Starostzik, am 20. September die Grundsteinlegung durch Generalvikar Wilhelm Offenstein, und am 11. November 1953 das Richtfest. Um Verwechslungen mit der evangelisch-lutherischen Michaeliskirche zu vermeiden, wurde die im Bau befindliche Kirche ab dem 22. Mai 1954 Mutterschaft Mariens genannt; entgegen der ursprünglichen Planung, den Namen der bisherigen Kapelle zu übernehmen. Am Pfingstmontag, dem 7. Juni 1954, erfolgte die Benediktion der Kirche durch Bischof Joseph Godehard Machens. Nebenpatrone wurden der Erzengel Michael, der Schutzpatron der bisherigen Kapelle, und Papst Pius X., der erst wenige Tage zuvor, am 29. Mai 1954, heiliggesprochen wurde.
Am 1. April 1961 wurde die bisherige Pfarrvikarie zur selbstständigen Kirchengemeinde (Kuratie) erhoben und 1974 zur Pfarrei. 1974 wurde der Innenraum der Kirche renoviert und umgestaltet, und die Kirche am 21. Dezember 1974 durch Bischof Heinrich Maria Janssen neu geweiht. 1980 begann der Bau des Pfarrheims nach den Plänen des zur Pfarrgemeinde gehörenden Architekten Rudolf Rothkegel (1937–2017), 1981 wurde es durch Bischof Heinrich Maria Janssen eingeweiht.
1993 wurde ein neues Turmkreuz angebracht, weil das alte Kreuz einem Sturm zum Opfer gefallen war. 1996 wurde aus den Pfarrgemeinden Mutterschaft Mariens, St. Raphael in Detmerode und St. Elisabeth in Westhagen die Seelsorgeeinheit Wolfsburg-Süd gegründet, die jedoch nur wenige Jahre Bestand hatte. 1997 erfolgte die zweite Innenrenovierung der Kirche, verbunden mit einer erneuten Umgestaltung des Altarraumes. Seit dem 1. November 2006 gehört die Kirche zum Dekanat Wolfsburg-Helmstedt; zuvor gehörte sie zum Dekanat Wolfsburg, welches zu diesem Zeitpunkt umbenannt und um den Helmstedter Teil des damals aufgelösten Dekanats Helmstedt-Wolfenbüttel vergrößert wurde. Seit 2011 unterstützt der Förderverein St. Marien e.V. den Erhalt der Kirche und das Gemeindeleben.

## Architektur und Ausstattung
Die Kirche wurde von Josef Fehlig entworfen, sie befindet sich in knapp 90 Meter Höhe über dem Meeresspiegel und verfügt über rund 200 Sitzplätze. Die Gestaltung der Altarrückwand mit der Figur des Auferstehenden Christus sind Werke von Hanns Joachim Klug. Der Altar von 1974 enthält Reliquien der Märtyrer Donatus, Faustus und Romanus. Neben dem Altarraum befinden sich Darstellungen der heiligen Dreifaltigkeit und der Schutzmantelmadonna, ein Abbild des bis 1974 bestehenden Altarbildes. Der Kreuzweg wurde 1956 installiert; die Apostelfiguren, Arbeiten aus Südtirol, folgten 1985. An der Nordseite der Kirche befindet sich ein Beichtraum, an der Westseite eine Mariennische. Die drei Glocken Caritas, Fides und Spes wurden 1957 angeschafft und geweiht, sie wurden vom Bochumer Verein hergestellt. Die von Horus Engels geschaffene Darstellung (Sgraffito) des Erzengels Michael wurde 1987 bei einer Renovierung der schadhaft gewordenen Westfassade entfernt.

### Orgel

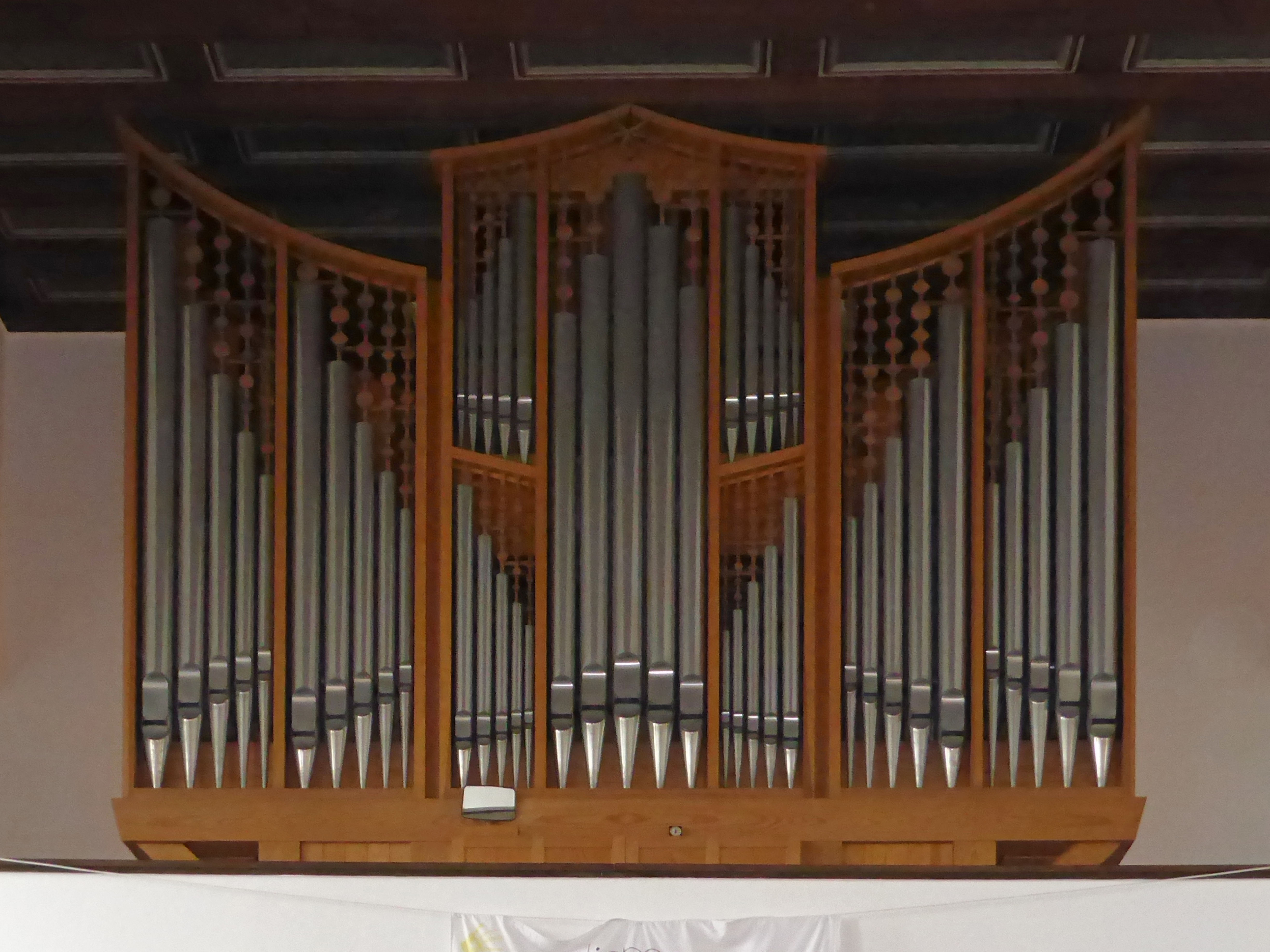
Orgel

Die Orgel wurde am 21. April 1996 geweiht und besaß zunächst 15 Register. Zuvor wurde ein Harmonium genutzt. Im Jahre 2000 erfolgte eine Erweiterung der Orgel um drei Register, 2012 folgten ein weiteres Register (Stillposaune) und der Tremulant. Das von der Firma Werner Bosch Orgelbau erbaute Schleifladen-Instrument mit mechanischer Traktur hat heute 19 Register auf zwei Manualen und Pedal.
| I Hauptwerk C–g3 |    |
| Prinzipal        | 8′ |
| Gedackt          | 8′ |
| Octave           | 4′ |
| Gemshorn         | 4′ |
| Octav            | 2′ |
| Mixtur IV        | 2′ |
| Trompete         | 8′ |

| II Schwellwerk C–g3 |       |
| Holzflöte           | 8′    |
| Gamba               | 8′    |
| Flachflöte          | 4′    |
| Nasard              | 2/3′  |
| Flageolett          | 2′    |
| Terz                | 13/5′ |
| Zimbel III          | 1/3′  |
| Oboe                | 8′    |

| Pedalwerk C–f1 |             |
| Subbaß         | 16′         |
| Offenbaß       | 8′          |
| Violoncello    | 8′ (vakant) |
| Choralbaß      | 4′          |
| Stillposaune   | 16′         |

- Koppeln: II/I, I/P, II/P
- Zimbelstern, Tremulant

## Einzugsgebiet
Das Einzugsgebiet der Pfarrgemeinde, zu der 2013 etwa 4.100 Mitglieder gehörten, umfasst neben Fallersleben auch die Ortsteile Ehmen, Hattorf, Heiligendorf, Mörse und Sülfeld, den Lehrscher Ortsteil Essenrode, die Calberlaher Ortsteile Jelpke und Wettmershagen sowie die Gemeinden Osloß und Weyhausen.

## Kindertagesstätte
Zur Pfarrgemeinde gehört eine 2005 eröffnete Kindertagesstätte im benachbarten Ortsteil Sülfeld, die Platz für über 100 Kinder bietet. Sie wurde 2013 durch einen Anbau für eine Kinderkrippe sowie Funktionsräume erweitert und wird durch einen Förderverein unterstützt.